# Semnopithecus schistaceus
El langur gris de Nepal (Semnopithecus schistaceus) es una especie de primate catarrino de la familia Cercopithecidae que habita en los Himalayas y Nepal, sudoeste de China, norte de India, norte de Pakistán, Bután y posiblemente Afganistán. Se lo encuentra en bosque en altitudes de 1500 a 4000 m s. n. m. Su presencia más oriental en India es la Reserva Buxa Tiger al norte de Bengala Occidental, hasta el río Rydak.
Es un animal tanto terrestre como arbóreo y su dieta se compone de hojas. El espécimen más grande colectado pesó 26,5 kg, siendo el langur más grande conocido.